# Phil Hughes
Philip Joseph "Phil" Hughes (24 de junho de 1986) é um jogador aposentado de beisebol da Major League Baseball que atuava como arremessador (pitcher). Foi campeão da World Series com o New York Yankees em 2009.

## Números da carreira
- Vitórias–Derrotas: 88–79
- Earned Run Average: 4,52
- Strikeouts: 1 040